# Ford Corsair (Australia)
Ford Corsair – samochód osobowy klasy średniej produkowany pod amerykańską marką Ford w latach 1989 – 1992.

## Historia i opis modelu

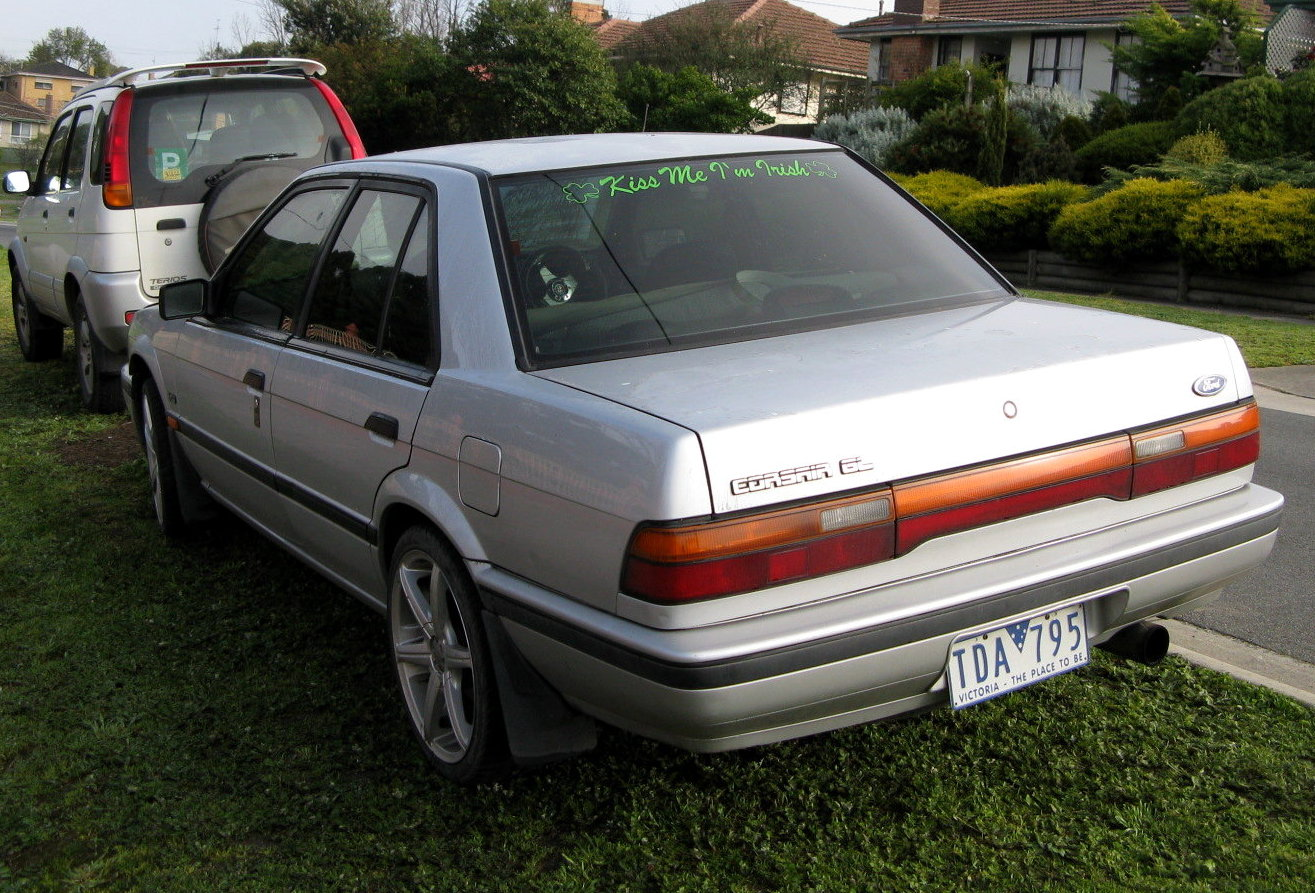
Ford Corsair - tył

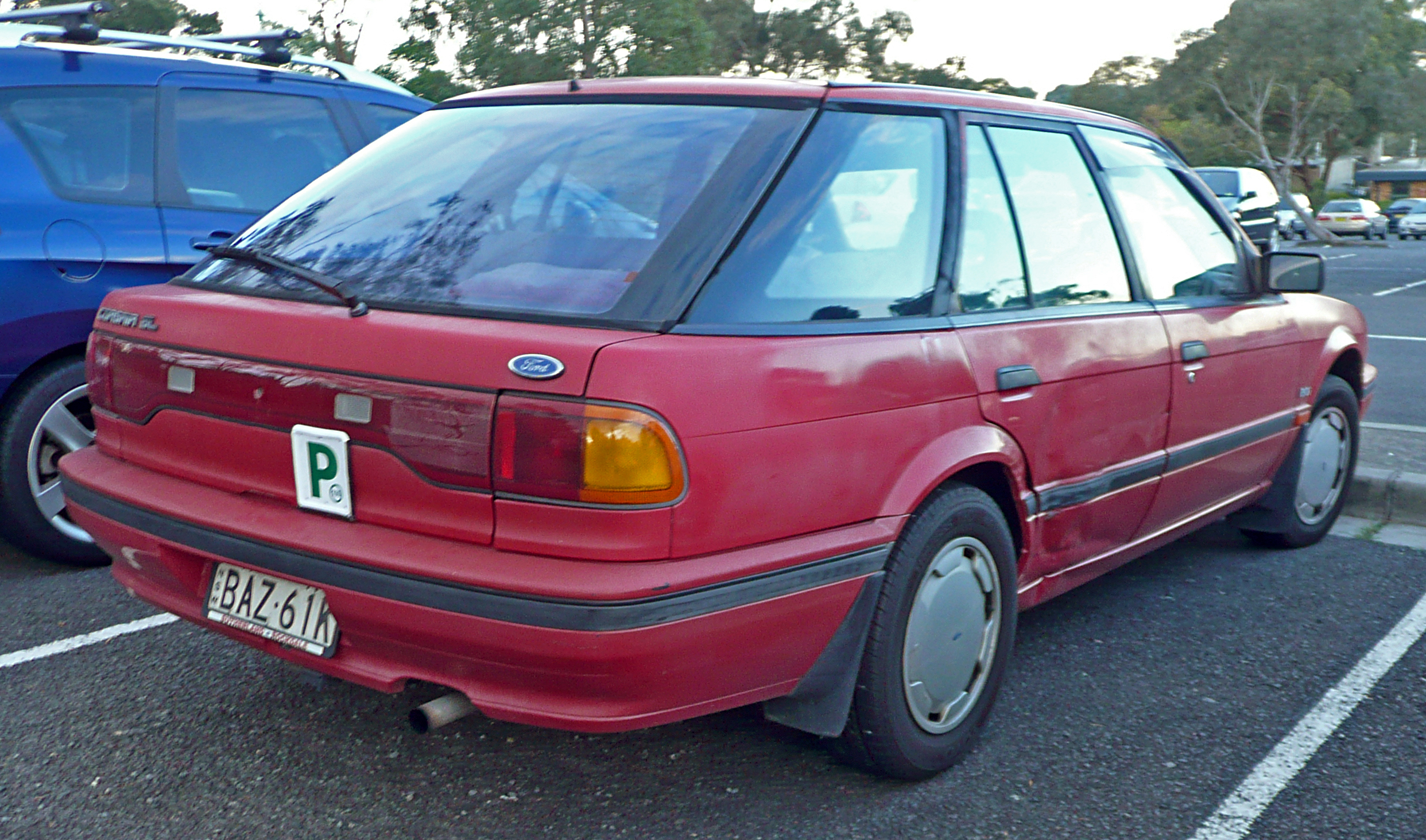
Ford Corsair Kombi

Pod koniec lat 80. australijski oddział Forda zdecydował się przywrócić do użytku stosowaną w Europie w latach 60. nazwę Corsair na rzecz średniej wielkości modelu na potrzeby wewnętrznego rynku. Corsair powstał w ramach rządowego tzw. Planu Buttona, który zakładał zachęcenie producentów wytwarzających samochody w Australii do nawiązania współpracy z japońskimi markami.
Celem była dywersyfikacja i poszerzenie oferty modelowej o bliźniacze modele, co miało w założeniach umocnić pozycję i zyskowność australijskich zakładów produkcyjnych.

### Produkcja i sprzedaż
W ten sposób, Ford Corsair był de facto jedynie bliźniaczą odmianą Nissana Pintary, z którym razem powstawał w fabryce japońskiej marki w Clayton w stanie Wiktoria.
Podobnie jak inne modele powstałe w ramach federalnego Planu Buttona, samochód nie odniósł rynkowego sukcesu w Australii i Nowej Zelandii, sprzedając się wyraźnie gorzej od bazowego modelu Nissana. Produkcję zakończono w 1992 roku, a Corsaira zastąpił oferowany dotąd równolegle nieznacznie większy model Telstar trzeciej generacji.

### Silniki
- L4 2.0l
- L4 2.4l